# Megaselia minuta
Megaselia minuta är en tvåvingeart som först beskrevs av Aldrich 1892.  Megaselia minuta ingår i släktet Megaselia och familjen puckelflugor. Arten är reproducerande i Sverige. Inga underarter finns listade i Catalogue of Life.